# Blood on the Tracks
A Blood on the Tracks Bob Dylan  15. albuma. A Rolling Stone Minden idők 500 legjobb albuma listáján a 16. helyre sorolták. Szerepel az 1001 lemez, amit hallanod kell, mielőtt meghalsz című könyvben.

## Az album dalai
| 1. | Tangled Up in Blue                        | Bob Dylan | 5:42 |
| 2. | Simple Twist of Fate                      | Bob Dylan | 4:19 |
| 3. | You're a Big Girl Now                     | Bob Dylan | 4:36 |
| 4. | Idiot Wind                                | Bob Dylan | 7:48 |
| 5. | You're Gonna Make Me Lonesome When You Go | Bob Dylan | 2:55 |

| 1. | Meet Me in the Morning                | Bob Dylan | 4:22 |
| 2. | Lily, Rosemary and the Jack of Hearts | Bob Dylan | 8:51 |
| 3. | If You See Her, Say Hello             | Bob Dylan | 4:49 |
| 4. | Shelter from the Storm                | Bob Dylan | 5:02 |
| 5. | Buckets of Rain                       | Bob Dylan | 3:22 |

## Közreműködők
- Bob Dylan – ének, gitár, harmonika, orgona, mandolin
- Bill Peterson – basszusgitár
- Eric Weissberg – banjo, gitár
- Tony Brown – basszusgitár
- Charlie Brown – gitár
- Bill Berg – dob
- Buddy Cage – gitár (Steel)
- Barry Kornfeld – gitár
- Richard Crooks – dob
- Paul Griffin – orgona, billentyű
- Gregg Inhofer – billentyű
- Tom McFaul – billentyű
- Chris Weber – gitár,
- Kevin Odegard – gitár